# Twenty20 International
Twenty20 International (T20I) er en form for cricket, som spilles mellem to landshold, der er medlem af International Cricket Council (ICC). Hvert hold spiller én inning, der består af 20 overs. Kampen spilles under reglerne af Twenty20 cricket. Den første Twenty20 International fandt sted d. 17. februar 2007 og blev spillet mellem New Zealand og Australien.